# Räumungsverkauf

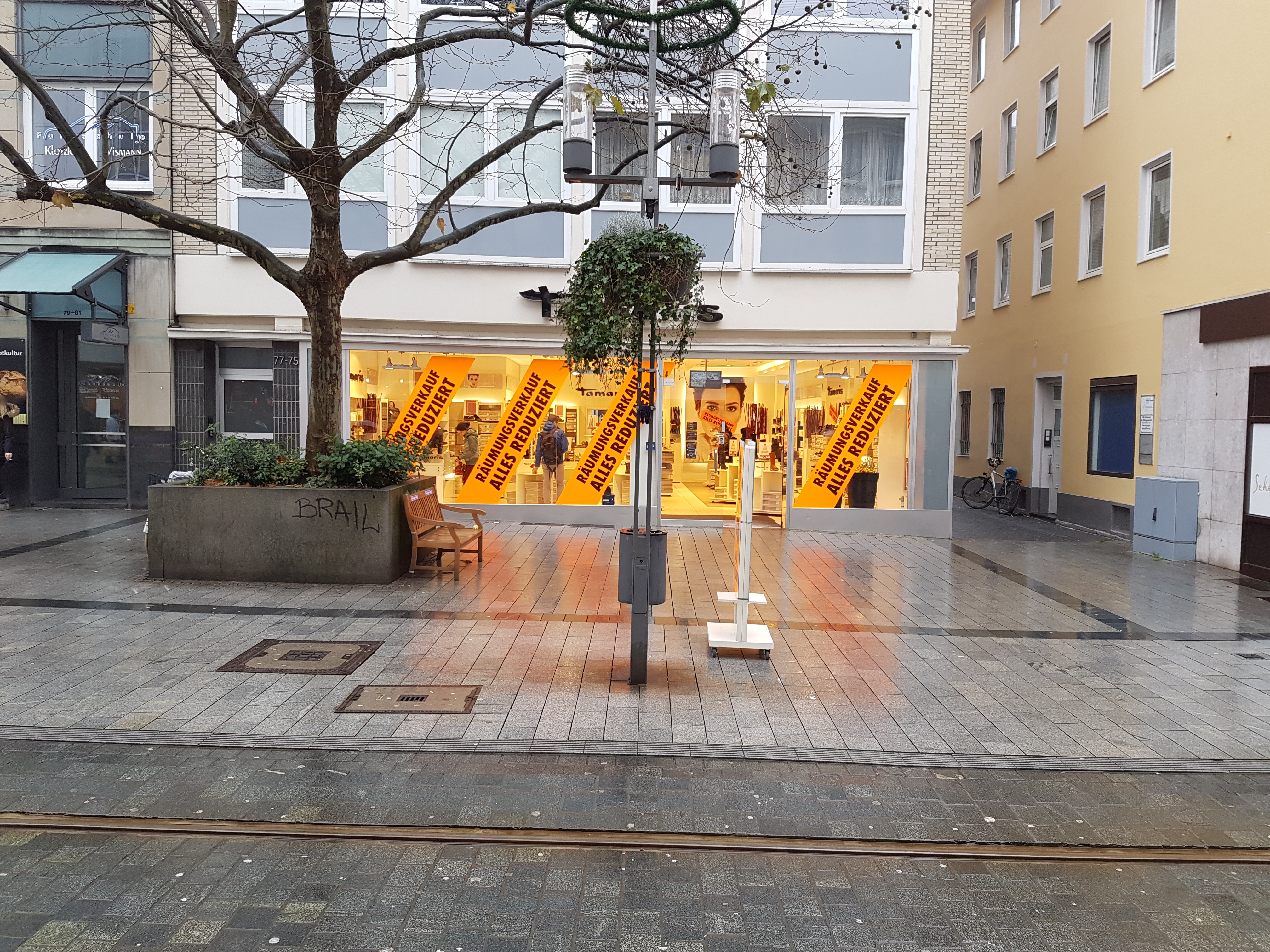
Räumungsverkauf in Neuss (2017)

Ein Räumungsverkauf ist im Einzelhandel eine Sonderveranstaltung mit teilweise erheblichen Preisnachlässen auf Handelswaren, die aus einem bestimmten Anlass einmalig stattfindet.

## Allgemeines
Als bestimmter Anlass kommen Feuer-, Sturm-, Wasser- oder vergleichbare Sachschäden in Frage, aber auch ein Umbau mit dem Ziel einer Räumung des Lagerbestandes.

## Rechtsfragen
In Nr. 15 des Anhangs zu § 3 Abs. 3 UWG ist „die unwahre Angabe, der Unternehmer werde demnächst sein Geschäft aufgeben oder seine Geschäftsräume verlegen“ eine unzulässige geschäftliche Handlung. Der Unternehmer darf mithin nicht wahrheitswidrig einen Räumungsverkauf ankündigen, wenn es hierzu keinen Anlass gibt.

## Wirtschaftliche Aspekte
Der vollständige Lagerumschlag ist erforderlich, weil eine (temporäre) Schließung des Ladens keinen Abverkauf mehr zulässt.
Der Räumungsverkauf darf nicht mit dem Ausverkauf wegen Aufgabe des Gewerbebetriebs (Liquidation) verwechselt werden.